# Villa Marguerite
Pour plus de détails, voir Fiche technique et Distribution.
Villa Marguerite est un téléfilm français réalisé par Denis Malleval, adapté du roman de Jean-Jacques Brochier et diffusé en 2008.

## Synopsis
En 1937, les Grandclément, un couple de petits fonctionnaires, achètent et s'installent dans une maison située à Neuvy (parfois appelé Neuvy-lès-Moulins), dans ce qui deviendra en 1940 la zone libre, mais toute proche de la rivière Allier et de la ligne de démarcation. Amateurs de bonne chère, ils jouissent d'un large stock de produits gastronomiques. Mais voulant faire plaisir à son chef de service et à la femme de celui-ci, ils sont dénoncés pour avoir mangé une oie le 11 novembre. Incarcérés, ils rencontrent Marie Müller, visiteuse de prison, qui les fait libérer. Celle-ci a flairé l'aubaine : un couple sans famille, sans amis, sans histoires, avec une maison "si bien placée". Après avoir loué une chambre chez eux, Marie fait livrer, en plus du loyer, des vivres de qualité ainsi que divers petits cadeaux à ses nouveaux amis. Elle orchestre en réalité un trafic d'or et de monnaie spoliés sur les biens des Juifs qui tentent de passer la ligne de démarcation avant d'être livrés aux autorités nazies une fois dépouillés. Marie et ses complices utilisent la maison des Grandclément comme relais de stockage. Les Grandclément décident tacitement de ne pas se poser la question sur les allées et venues dans leur maison et sur la provenance des cadeaux de Marie. Ils préfèrent voir en elle une vraie et généreuse amie, allant jusqu'à refuser la vérité qui éclatera après la guerre.

## Distribution
- Yolande Moreau : Adèle Grandclément
- Luis Rego : Étienne Grandclément
- Natacha Lindinger : Marie Müller
- Anne Plumet : Madame Rouleau
- Gérard Chaillou : M. Bouchalois
- Michèle Garcia : Mme Bouchalois
- Renaud Rutten : Gothard
- Patrick Zimmermann : Rumilloux
- Véronique Kapoyan : la gardienne de prison
- Jean-Claude Bolle-Reddat : l'homme des pompes funèbres
- Claude Koener : Mme Luneau-Reville

## Tournage
Le tournage a été effectué dans : 
- L'Ain à Montmerle-sur-Saône
- La Loire à Saint-Just-Saint-Rambert

## Récompense
- Meilleure interprétation féminine pour Yolande Moreau au Festival de la fiction TV de La Rochelle 2008[1]